# Gerard de Narbona
Gerard de Narbona fou bisbe metropolità de Narbona nomenat el 911 per Rostany d'Arle i Ameli d'Uzès en lloc del deposat Arnust. Devic i Vaisette assenyalen que el bisbe Agi, nomenat pel papa, va haver de lluitar contra Gerard, nomenat indegudament per Rostany d'Arle, arquebisbe d'Arle i Ameli, bisbe d'Uzès, tots dos vassalls de Lluís III el Cec rei de Provença; però Agi va obtenir el pal·li i va acabar sent reconegut com a únic bisbe el 914. La sort final de Gerard no es coneix.